# Палко (Канзас)
Палко (енгл. Palco) град је у америчкој савезној држави Канзас.

## Демографија
По попису из 2010. године број становника је 277, што је 29 (11,7%) становника више него 2000. године.
| Група             | 2000.       | 2010.       |
| Белци             | 238 (96,0%) | 253 (91,3%) |
| Афроамериканци    | 3 (1,2%)    | 9 (3,2%)    |
| Азијати           | 0 (0,0%)    | 0 (0,0%)    |
| Хиспаноамериканци | 1 (0,4%)    | 14 (5,1%)   |
| Укупно            | 248         | 277         |